# Stéphane Quintal
Stéphane Yvon Quintal (* 22. Oktober 1968 in Boucherville, Québec) ist ein ehemaliger kanadischer Eishockeyspieler und derzeitiger -funktionär, der im Verlauf seiner aktiven Karriere zwischen 1984 und 2005 unter anderem 1089 Spiele für die Boston Bruins, St. Louis Blues, Winnipeg Jets, Canadiens de Montréal, New York Rangers und Chicago Blackhawks in der National Hockey League auf der Position des Verteidigers bestritten hat. Zwischen September 2014 und September 2017 war er als Senior Vice President of Player Safety bei der National Hockey League angestellt.

## Karriere
Quintal spielte während seiner Juniorenzeit zwischen 1985 und 1988 zunächst für die Bisons de Granby in der Ligue de hockey junior majeur du Québec. Während dieser Zeit war er im NHL Entry Draft 1987 an 14. Gesamtstelle von den Boston Bruins aus der National Hockey League ausgewählt worden. Im Verlauf der Saison 1987/88 wechselte der Verteidiger innerhalb der LHJMQ zum Titelanwärter Olympiques de Hull, mit dem er am Saisonende auch die Meisterschaft gewinnen konnte und anschließend am Memorial Cup teilnahm.
Zur Saison 1988/89 wechselte der Franko-Kanadier ins Profilager und spielte in den folgenden vier Jahren für die Bruins in der NHL sowie deren Farmteam, die Maine Mariners, in der American Hockey League. Einen Stammplatz im Kader Bostons konnte sich Quintal in dieser Zeit aber nie dauerhaft erarbeiten. Erst in der Saison 1991/92 musste er nicht mehr den Weg in die Minor League antreten, wurde allerdings von den Bruins mit Craig Janney zu den St. Louis Blues transferiert, die im Gegenzug Adam Oates nach Boston abgaben. Bei den Blues wurde Quintal allerdings nicht lange sesshaft, da sie ihn bereits im September 1993 gemeinsam mit Nelson Emerson zu den Winnipeg Jets schickten, damit diese sich die Dienste von Phil Housley sichern konnten. Auch Quintals Zeit mit den Jets war mit zwei Jahren nur von kurzer Dauer. Im Juli 1995 gaben die Canadiens de Montréal ein Zweitrunden-Wahlrecht im NHL Entry Draft 1995 ab, um den Verteidiger wieder in die Nähe seiner Heimat zu bringen.
In Montréal ging Quintal vier Jahre für die Canadiens aufs Eis und stellte in der Saison 1998/99 mit 27 Scorerpunkten einen Karrierebestwert auf. Im Juli 1999 unterzeichnete er schließlich als Free Agent einen Vertrag bei den New York Rangers, die ihn vor der Spielzeit 2000/01 allerdings auf die Waiver-Liste setzten. Von dort sicherten sich die Chicago Blackhawks die Dienste des Abwehrspielers. Auch die Zeit in Chicago dauerte nur eine Spielzeit an, da er im Rahmen des NHL Entry Draft 2001 für ein Viertrunden-Wahlrecht zu den Canadiens de Montréal zurückkehrte. Nach weiteren drei Jahren dort wechselte er zu den Los Angeles Kings, für die er aufgrund des Lockouts und des Komplettausfalls der NHL-Saison 2004/05 aber nie auflief. Einen Teil der Spielzeit 2004/05 verbrachte Quintal bei Asiago Hockey in der italienischen Serie A1, ehe er am 22. August 2005 im Alter von 36 Jahren seine aktive Karriere offiziell beendete.
Am 8. September 2014 wurde Quintal zum Senior Vice President of Player Safety der National Hockey League ernannt, nachdem er in dieser Position bereits seit dem April auf Interimsbasis tätig gewesen war. Er löste damit Brendan Shanahan ab, mit dem er seit Beginn der Saison 2011/12 in diesem Fachbereich tätig gewesen war und diesen grundlegend mit aufgebaut sowie weiterentwickelt hatte. Er füllte diese Position bis zum September 2017 insgesamt drei Spielzeiten lang aus, ehe er von seinem Posten zurücktrat und das Amt an George Parros übergab. 

### International
Quintal vertrat sein Heimatland einzig bei der Weltmeisterschaft 1999 in Norwegen. Dabei kam er in allen zehn Turnierspielen der Kanadier zum Einsatz und verbuchte dabei fünf Scorerpunkte. Das Team belegte am Turnierende den vierten Rang.

## Erfolge und Auszeichnungen
- 1987 LHJMQ First All-Star Team
- 1988 Coupe-du-Président-Gewinn mit den Olympiques de Hull

## Karrierestatistik

### International
Vertrat Kanada bei:
- Weltmeisterschaft 1999

(Legende zur Spielerstatistik: Sp oder GP = absolvierte Spiele; T oder G = erzielte Tore; V oder A = erzielte Assists; Pkt oder Pts = erzielte Scorerpunkte; SM oder PIM = erhaltene Strafminuten; +/− = Plus/Minus-Bilanz; PP = erzielte Überzahltore; SH = erzielte Unterzahltore; GW = erzielte Siegtore; 1 Play-downs/Relegation; Kursiv: Statistik nicht vollständig)